# Maverick (Cedar Point)
Pour les articles homonymes, voir Maverick.
Maverick sont des montagnes russes lancées du parc Cedar Point, localisées à Sandusky, dans l'Ohio, aux États-Unis.

## Description
Maverick est un parcours de montagnes russes lancées situé à Cedar Point dans la ville de Sandusky en Ohio. Construite par Intamin, l'attraction comporte deux inversions et un catapultage de 113 km/h, elle culmine à 32 mètres de hauteur.

## Statistiques
- Capacité : 1 200 personnes par heure
- Trains : six trains avec trois wagons par train. Les passagers sont placés par deux sur deux rangs pour un total de 12 passagers par train.

## Galerie

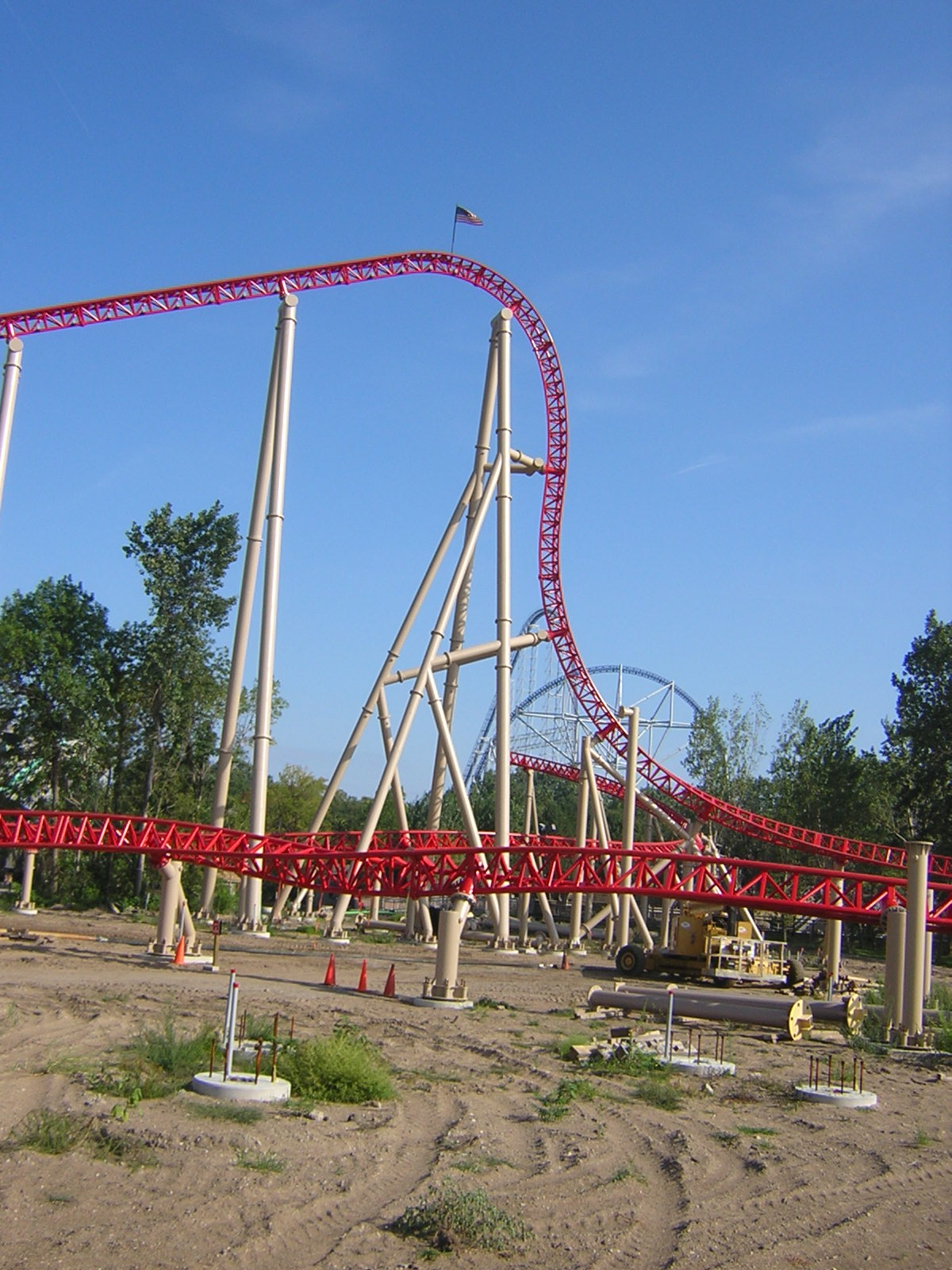
L'attraction en travaux.
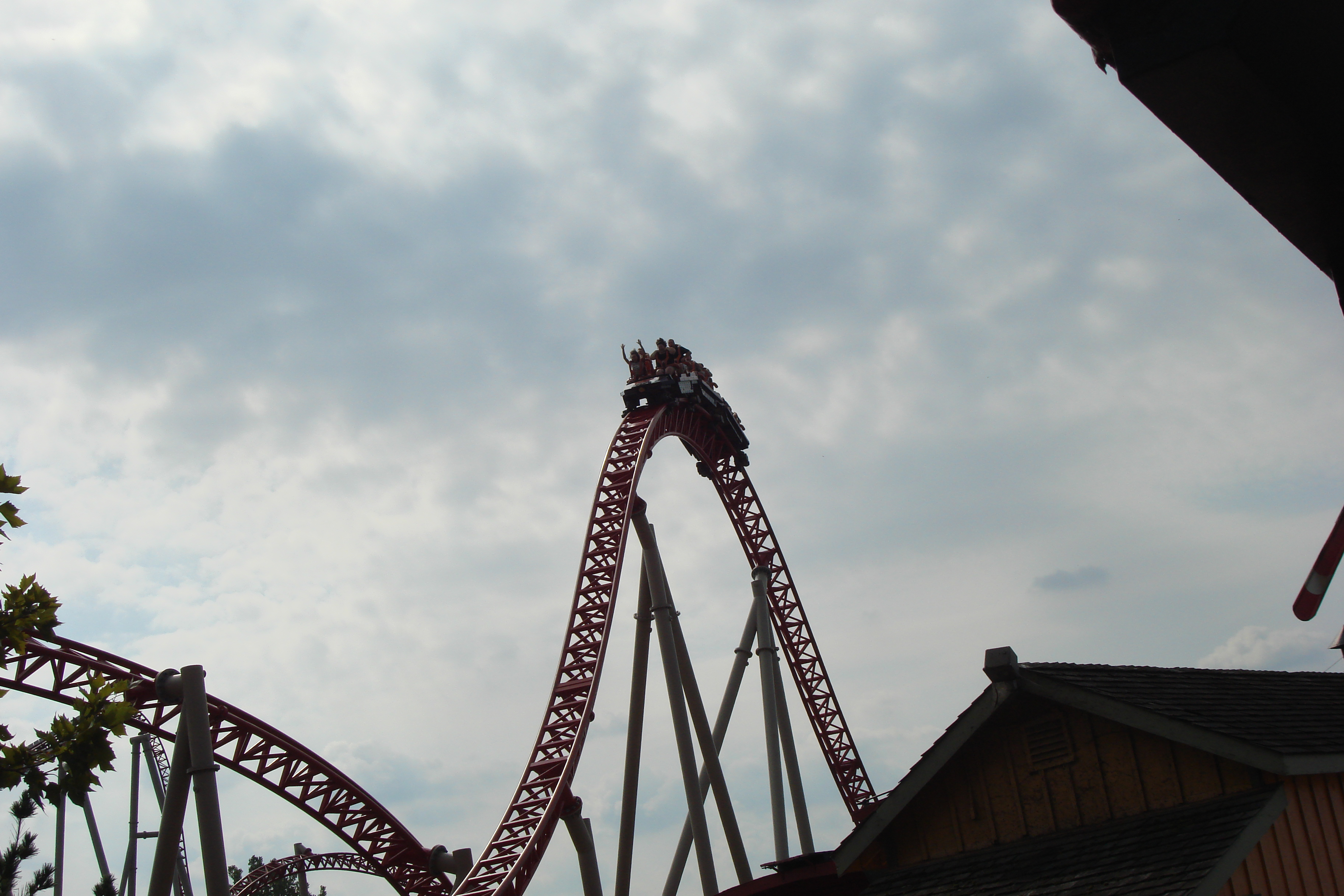
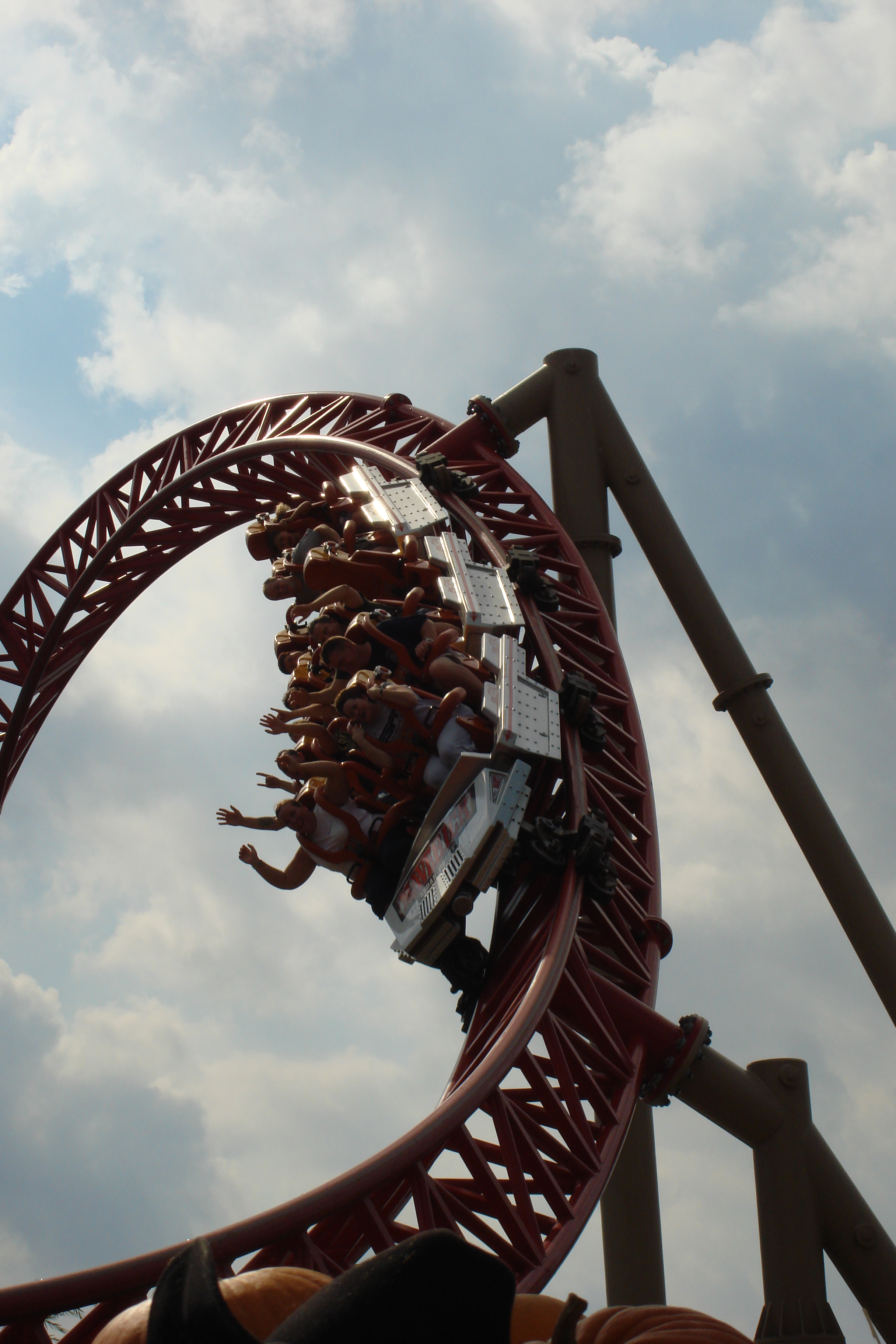
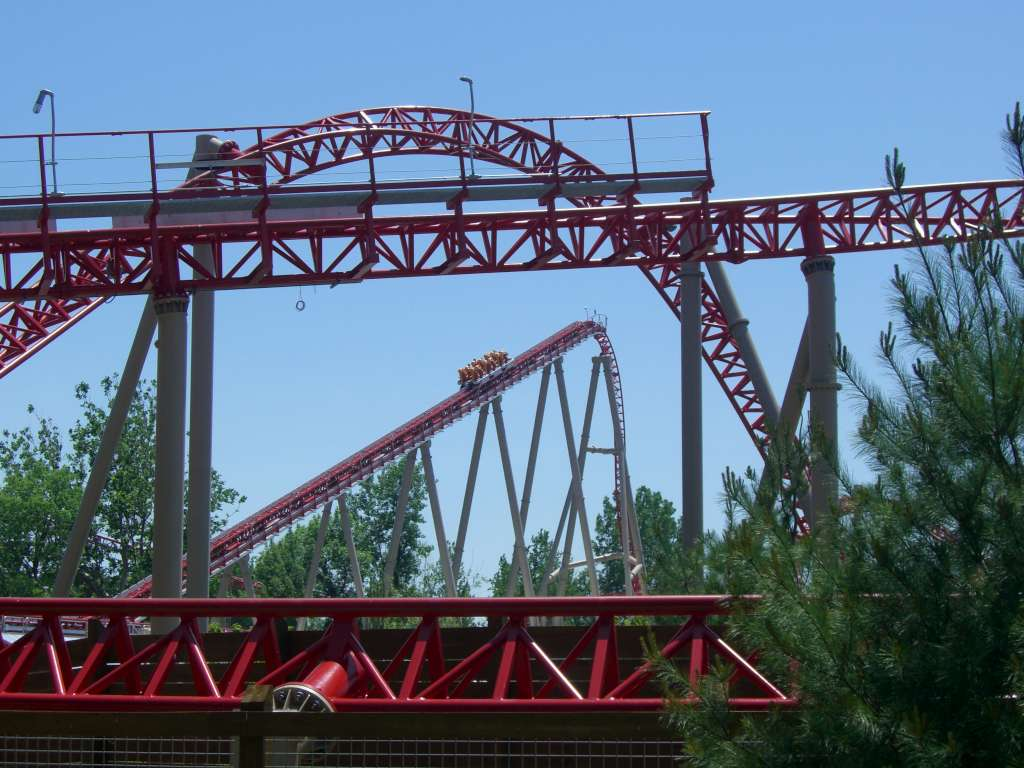
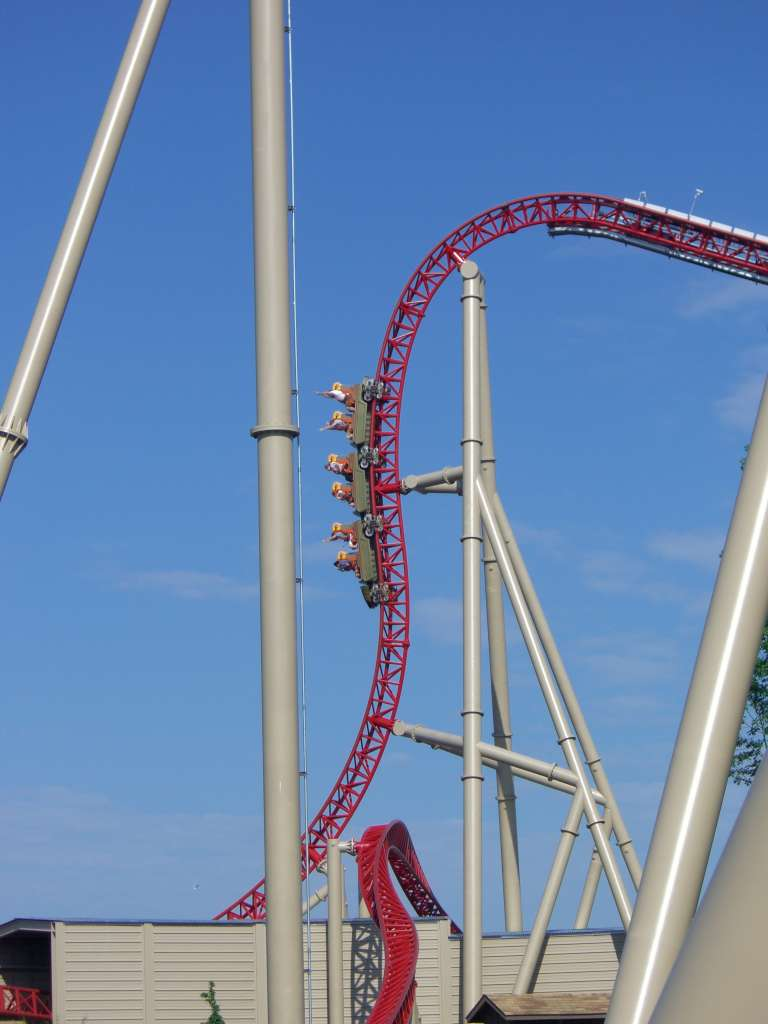
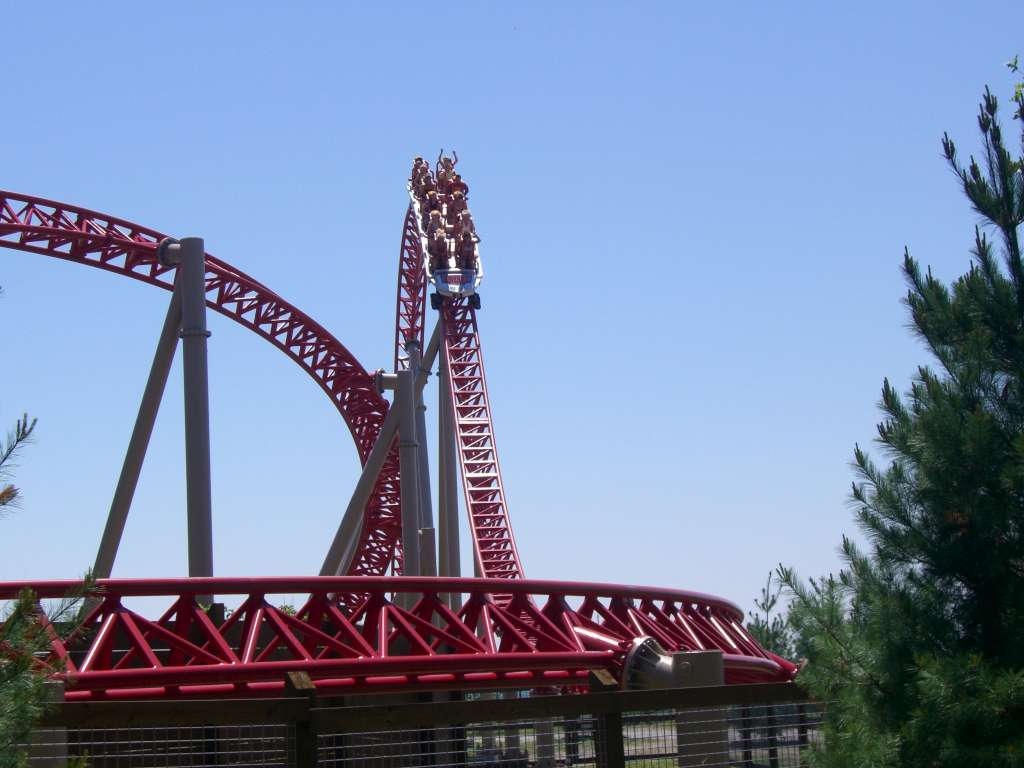
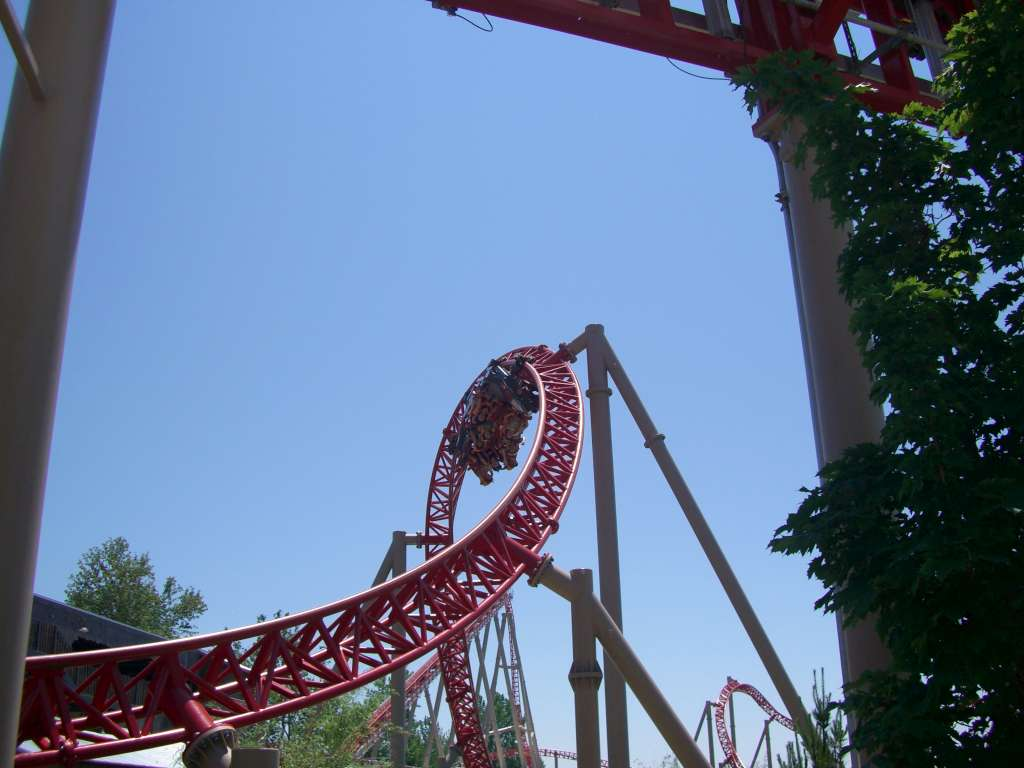
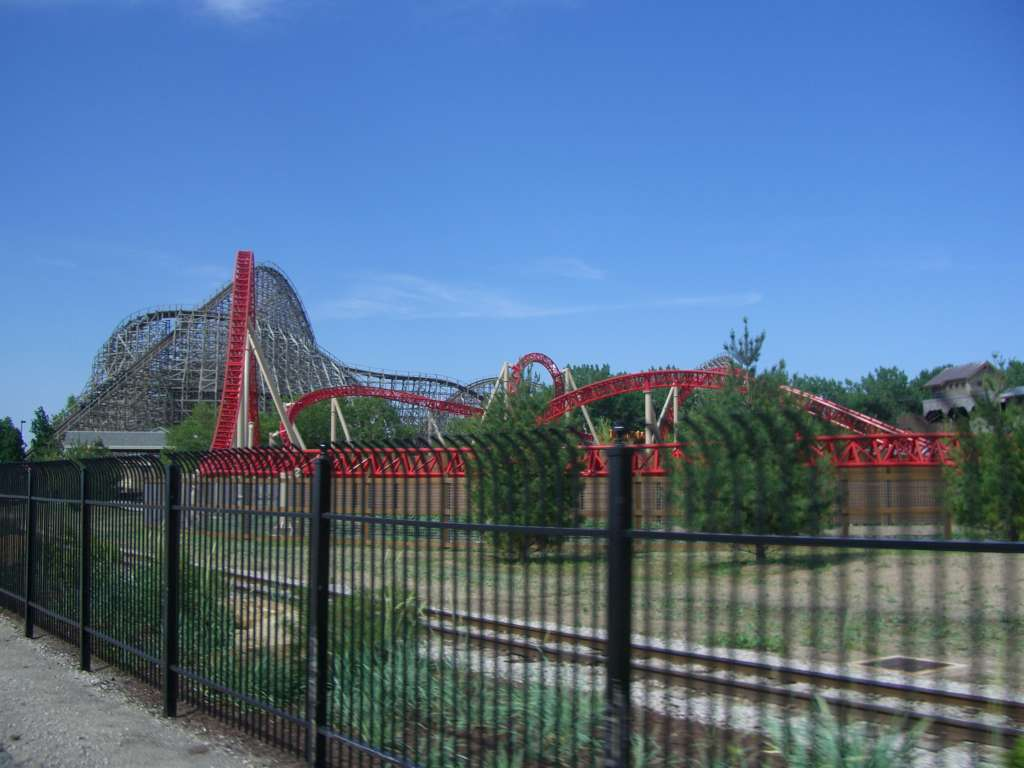
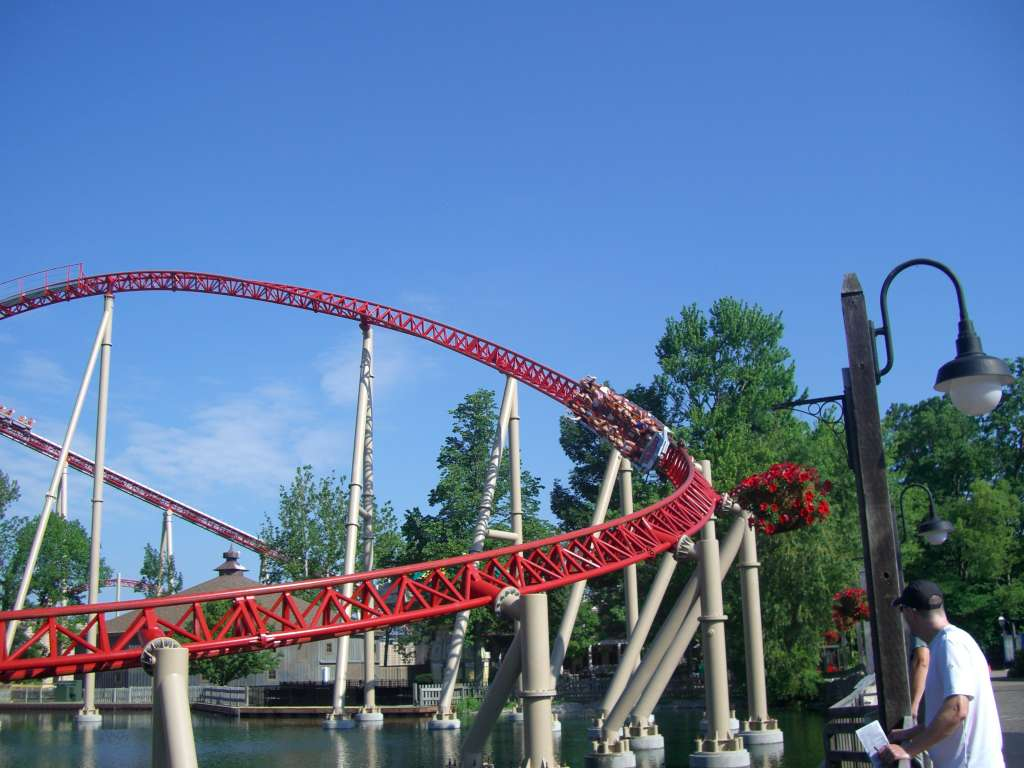